# Prochoerodes incurvata
Prochoerodes incurvata är en fjärilsart som beskrevs av Achille Guenée 1858. Prochoerodes incurvata ingår i släktet Prochoerodes och familjen mätare. Inga underarter finns listade i Catalogue of Life.